# Scorch
Scorch è una serie televisiva statunitense in 6 episodi di cui tre trasmessi per la prima volta nel corso di una sola stagione nel 1992 (alla sua prima tv la serie fu annullata dopo i primi tre episodi dei sei prodotti).

## Trama
Scorch, un piccolo drago di 1300 anni, si sveglia da un sonno di 100 anni nel 1992. Mentre vola in giro, viene colpito da un fulmine e precipita davanti alla casa di Brian Stevens (Jonathan Walker) e della figlia Jessica (Rhea Silver-Smith). Il giorno dopo, a causa di circostanze fortuite, Brian tiene un colloquio di lavoro come meteorologo in una stazione televisiva locale, fingendo che lui è un ventriloquo e che Scorch è il suo burattino; nessuno, tranne Brian e Jessica, sa che Scorch è un drago reale.

## Personaggi e interpreti
- Brian Stevens (6 episodi, 1992), interpretato da Jonathan Walker.
- Howard Gurman (6 episodi, 1992), interpretato da John O'Hurley.
- Allison King (6 episodi, 1992), interpretata da Brenda Strong.
- Jessica Stevens (6 episodi, 1992), interpretata da Rhea Silver-Smith.
- Jack Fletcher (6 episodi, 1992), interpretato da Todd Susman.
- Mrs. Edna Bracken (2 episodi, 1992), interpretata da Rose Marie.
- Robin, interpretata da Lauren Katz.

## Produzione
La serie, ideata da Allan Katz, fu prodotta da Edgar J. Scherick Associates e Lorimar Productions e Saban Entertainment Le musiche furono composte da Ray Colcord. Il personaggio del titolo, un drago in miniatura, è un fantoccio che è stato utilizzato dal ventriloquo Ronn Lucas prima della produzione della serie; Lucas non è mai apparso nel corso degli episodi ma ha fornito la voce al pupazzo di Scorch.

### Registi
Tra i registi della serie sono accreditati:
- Zane Buzby in 3 episodi (1992)

### Sceneggiatori
Tra gli sceneggiatori della serie sono accreditati:
- Allan Katz in 3 episodi (1992)

## Distribuzione
La serie fu trasmessa negli Stati Uniti dal 28 febbraio 1992 al 13 marzo 1992 (solo i primi tre episodi) sulla rete televisiva CBS. In Italia è stata trasmessa su Canale 5 con il titolo Scorch.

## Episodi
| Stagione       | Episodi | Prima TV USA |
| -------------- | ------- | ------------ |
| Prima stagione | 6       | 1992         |